# Szemantika
A szemantika (magyarul jelentéstan, ám ez a kifejezés az utóbbi időkben egyre kevésbé pontos) a nyelvészet egyik részterülete, amely a nyelvi formák (szavak, szimbólumok stb.) jelentésével, illetve jelentésváltozásaival foglalkozik. Eredetileg csak szójelentéssel foglalkozott, de az 1960-as évek óta, vagyis a generatív nyelvészet megjelentése óta a mondatjelentést is vizsgálja.
Hasonlóképpen a formális nyelvek elméletében a szemantika az adott formális nyelv szintaxisa által meghatározott szavak jelentését definiáló szabályok összessége.

## Irányzatai
- Formális szemantika
- Strukturális szemantika vagy Nyelvészeti szemantika
- Kognitív szemantika

## Jeles közreműködő tudósok a szemantika területén
- Gottlob Frege
- Bertrand Russell
- Alfred Tarski
- Rudolf Carnap
- Peter Frederick Strawson
- Herbert Paul Grice
- John Langshaw Austin
- Charles Egerton Osgood
- Saul Kripke
- John Perry
- Noam Chomsky
- Barbara Partee
- David Kaplan
- Jürgen Habermas
- Ray Jackendoff
- Richard Montague
- Charles Sanders Peirce
- Benjamin Whorf
- Samuel Ichiye Hayakawa
- Alfred Korzybski
- Ludwig Wittgenstein
- George Lakoff
- Willard van Orman Quine
- Donald Davidson
- Michael Dummett

## Megjegyzés
A Wikipédiában az egyértelműsítő lapok feladata az adott betűsor szemantikai szempontú értelmezése, ha több ilyen értelem van.